# Pendarus fumidus
Pendarus fumidus är en insektsart som beskrevs av Henry Fairfield Osborn 1922. Pendarus fumidus ingår i släktet Pendarus och familjen dvärgstritar. Inga underarter finns listade i Catalogue of Life.